# 데틀레프 크노레크
데틀레프 크노레크(독일어: Detlef Knorrek, 1965년 7월 6일~)는 독일의 전직 유도 선수이다. 1992년과 1996년 하계 올림픽에서 남자 하프헤비급에 참가했으며 유럽 선수권 대회에서 동메달 1개를 획득했다.